# Букино (Нижньогородська область)
Букино (рос. Букино) — присілок в Богородському районі Нижньогородської області Російської Федерації.
Населення становить 160 осіб. Входить до складу муніципального утворення Каменська сільрада.

## Історія
Від 2004 року входить до складу муніципального утворення Каменська сільрада.

## Населення
| 1999 | 2002 | 2010 |
| ---- | ---- | ---- |
| 168  | ↗181 | ↘160 |